# Min bedste ven
Min bedste ven er en fransk film fra 2006.

## Handling
Francois (Daniel Auteuil) er en midaldrende kunsthandler, som har alt hvad man kan ønske sig. Eller har han? Under et middagsselskab med sine kolleger konfronteres han med det faktum, at de alle opfatter ham som en arrogant og selvcentreret person, som ikke har en eneste rigtig ven. Hans kollega Catherine (Julie Gayet) indgår derfor et væddemål med ham med en antik græsk vase som præmie. Francois får en uge til at præsentere en rigtig nær ven. Francois får travlt med at lede Paris igennem med det mål at finde en, som han kan kalde en rigtig ven.
På et tidspunkt møder Francois en taxachauffør (Dany Boon), som afviger så meget fra Francois’ egen personlighed og som har et så diametralt modsat livssyn, at han begynder at tro at denne godmodige mand kan lære ham noget vigtigt om livet.

## Medvirkende
- Daniel Auteuil – François Coste
- Dany Boon – Bruno Bouley
- Julie Gayet – Catherine
- Julie Durand – Louise Coste
- Élisabeth Bourgine – Julia
- Henri Garcin – Étienne Delamotte
- Jacques Spiesser – Letellier
- Philippe Du Janerand – Luc Lebinet